# Distichophyllum torquatifolium
Distichophyllum torquatifolium är en bladmossart som beskrevs av Hugh Neville Dixon 1930. Distichophyllum torquatifolium ingår i släktet Distichophyllum och familjen Hookeriaceae. Inga underarter finns listade i Catalogue of Life.